# Агафоник (Фатурос)
Митрополи́т Агафо́ник (греч. Μητροπολίτης Αγαθόνικος, в миру Гео́ргиос Фату́рос греч. Γεώργιος Φατούρος; 6 марта 1937, Эйон — 10 июня 2024, Катерини) — епископ Элладской православной церкви (формально также Константинопольской православной церкви), митрополит Китрский и Катеринийский (1985—2013).

## Биография
Родился 6 марта 1937 года в Эйоне, в Греции.
Окончил богословский институт Афинского университета. В 1960 году был хиротонисан во диакона, а в 1964 году — во пресвитера.
С 1964 года служил проповедником в Гортинской и Мегалопольской митрополии, с 1968 — был профессором школы для духовенства (Ανώτερο Ιερατικό Φροντιστήριο) на Тиносе, а также первым директором (до 1974 года) церковной школы (Επτατάξια Εκκλησιαστική Σχολή) на Тиносе. С 1974 года возглавил молодёжный отдел Афинской архиепископии.
24 ноября 1985 года был хиротонисан в сан епископа и возведён в достоинство митрополита Китрского и Катеринийского. В течение своей архипастырской деятельности осуществил ряд социальных и благотворительных программ: основана Варнавинская церковная библиотека (в память о предшественнике — митрополите Варнаве (Дзордзатосе)), открыта церковная школа, два дома престарелых «Άρτος ο επιούσιος», пункт социальной помощи и другие благотворительные учреждения.
12 ноября 2013 года Священный синод Элладской православной церкви принял решение о почислении митрополита Агафоника на покой по состоянию здоровья в связи с тем, что последний находился в коме и не мог исполнять свои обязанности.
Умер утром 10 июня 2024 года в Катерини в возрасте 87 лет, после продолжительной болезни, в больнице «Метрополитен хаус».